# Bologna Guglielmo Marconi Lufthavn
Bologna Guglielmo Marconi Lufthavn (IATA: BLQ, ICAO: LIPE) er en lufthavn i Italien. Den er beliggende i Emilia-Romagna, seks kilometer nordvest for regionens hovedstad Bologna. Lufthavnen er opkaldt efter fysiker Guglielmo Marconi.
I 2012 betjente lufthavnen 5.958.648 passagerer og havde 67.529 start- og landinger, hvilket gjorde den til landets syvende travleste.

## Historie
Den første lufthavn i Bologna blev opført ved Prati di Caprara i 1913. I 1931 opførte de lokaleflyveklubber i området lufthavnen hvor den ligger nu. Avio Linee Italiane åbnede i 1933 ruter fra Bologna, og tre år senere kom også Ala Littoria med flyvninger. Under 2. verdenskrig var al ruteflyvning indstillet, og lufthavnen blev udelukkende brugt til militære formål. I starten af 1960'erne begyndte man på en større udvidelse af lufthavnen.
I 1980 styrtede Aerolinee Itavia Flight 870 ned mellem flyving fra Guglielmo Marconi Lufthavnen til Palermo.
I 2004 lukkede lufthavnen i nogle måneder, da landingsbanen skulle forlænges fra 2.400 meter til 2.800. Næste alle flyvninger blev i perioden flyttet til den nærliggende Forlì Lufthavn.
For første gang ekspederede lufthavnen i 2009 over fem millioner passagerer, og man begyndte på at planlægge en udvidelse. I 2011 begyndte byggeriet og udvidelserne af forplads, check-in område, bagagesystem, butikområdet m.v.

## Galleri
- Lufthavnsterminalen.
- Terminal og parkeringsområdet set fra luften.
- Fly på forpladsen i 2009.